# François de Tournon
François de Tournon (1489 - 22 de abril de 1562) foi um cardeal e diplomata francês, Decano do Colégio dos Cardeais.

## Biografia
Filho de Jacques de Tournon, camareiro-mor do rei Carlos VIII da França, e de Jeanne de Polignac.
Reconhecido na corte de Francisco I, foi nomeado arcebispo de Embrun em 1517. Sua capacidade de negociação são percebidas por Luísa de Saboia, durante sua regência e logo pelo rei, especialmente depois da derrota de Pavia. Em 1526, foi nomeado arcebispo de Bourges e em seguida, em 1530, foi criado cardeal-presbítero pelo Papa Clemente VII, com o título de Santos Marcelino e Pedro.
Participa do Conclave de 1534, que elegeu o Papa Paulo III. Em 1537, se converte no mordomo da oitava guerra italiana do Piamonte Em 1538, trocou o Arcebispado de Bourges pela Arquidiocese de Auch, mais rica, como administrador apostólico..
Quando Anne de Montmorency cai em desgraça, atua como assessor e ministro de Relações Exteriores do rei desde 1541, sem receber um título formal.
Também foi embaixador do rei Henrique II da França em diferentes reinos. Desde 1547 passou oito anos na Itália e, em 1550, passa a ordem dos cardeais-bispos, com a Diocese de Sabina. Participa do Conclave de 1549–1550, que elegeu o Papa Júlio III. Em 1551, foi nomeado arcebispo de Lyon.
Participa dos conclaves de 1555, de abril que elegeu o Papa Marcelo II e de maio, que elegeu o Papa Paulo IV.
Participa, ainda, do Conclave de 1559, que elegeu o Papa Pio IV. Em 1560, torna-se decano do Colégio dos Cardeais e, portanto, cardeal-bispo de Óstia-Velletri.
Nesse mesmo ano, regressou à corte da França, chamado pela rainha Catarina de Médici para presidir o conselho nacional encarregado da reforma da Igreja na França. Presidindo o Colóquio de Poissy, se mostra hostil às concessões aos protestantes.
Faleceu em 22 de abril de 1562, em Saint-Germain-en-Laye. Foi sepultado no coro da abadia de St-Germain-des-Prés e, em 1720, seus restos mortais foram transladados para a capela do Collège de Tournon, hoje Lycée dE'tat Gabriel Fauré, em Tournon-sur-Rhône.